# Линейные крейсера проекта 1047
Линейные крейсера «1047» — Проект боевых кораблей голландского флота времён Второй мировой войны. Разрабатывались с 1939 года для борьбы с японскими тяжёлыми крейсерами. Должны были войти в состав голландского Ост-Индского флота. Крейсера проектировались при поддержке немецко-голландской компании NV Ingenieurskantoor voor Scheepsbouw. Предполагалось построить 2 или 3 крейсера, но все работы были прерваны немецким вторжением в 1940 году. До закладки крейсеров не дошло, после окончания войны проект не возобновлялся.

## История создания
История создания линейных крейсеров проекта 1047 началась в 1938 году, когда специально созданный комитет флота проанализировал ситуацию, сложившуюся для Нидерландов в бассейне Тихого океана. Было высказано опасение, что Япония вынашивает захватнические планы в отношении голландских владений в Ост-Индии, богатых нефтью, в которой крайне нуждалась Япония. Соотношение военно-морских сил Нидерландов и Японии не оставляло голландцам шансов на успешное сопротивление, однако членами комитета было высказано оптимистическое мнение, согласно которому основные силы японского флота будут скованы потенциальными союзниками Нидерландов — Великобританией и США, в результате чего, японцы не смогут использовать свои линкоры и линейные крейсера против голландских ВМС на Тихом океане.
Таким образом, считалось, что наиболее мощными кораблями, которые Япония сможет направить против Голландской Ост-Индии станут тяжёлые крейсера. Однако самыми мощными кораблями ВМС Нидерландов являлись лёгкие крейсера типов «Ява» и «Де Рейтер», неспособные противостоять подобному противнику. Комитет рекомендовал создать новый тип быстроходных и мощных кораблей, способных выполнять функцию сдерживания японской агрессии, а в случае её начала, эффективно уничтожать тяжёлые крейсера противники. По сути, речь шла о создании своеобразного истребителя тяжёлых крейсеров, для боя с линкорами он не предназначался.

## Оценка проекта
Итогом усилий голландских конструкторов стало появление достаточно своеобразного корабля. С одной стороны, он вполне соответствовал поставленным перед ним тактическим задачам. Артиллерия главного калибра позволяла справиться с любым тяжёлым крейсером, а собственное бронирование достаточно надёжно защищало от их ответного огня. Скорость линейных крейсеров проекта 1047 позволяло им, по крайней мере, не отстать от японских тяжёлых крейсеров. Универсальная и малокалиберная зенитная артиллерия отличались высокими по меркам начала Второй мировой войны характеристиками, хотя общее количество стволов было явно недостаточно для отражения массированных воздушных атак.
Вместе с тем, проект оставался узкоспециализированным. «Истребитель крейсеров» не имел никаких шансов в решительном бою с любым линейным кораблём противника. Его броневая защита пробивалась орудиями линкоров практически на любых возможных дистанциях. Ему оставалось лишь спасаться бегством, уповая на более высокую скорость. С учётом того, что в реальности Япония в 1941—1942 годах смогла направить свои линкоры и линейные крейсера в контролируемый Нидерландами регион, линейные крейсера проекта 1047, будь они всё-таки построены, не смогли бы существенно изменить ход событий.